# Leonte Tismăneanu
Leonte Tismăneanu (născut Leonid Tisminețki; n. 26 februarie 1913, Soroca – d. 1981, Otopeni) a fost un activist comunist român, evreu născut în Basarabia, în acea vreme, parte a Imperiului Rus.
Tismăneanu a devenit membru al Partidului Comunist din România în anul 1933, și, în aceeași perioadă, a cunoscut-o pe cea care i-a devenit după un timp soție, Hermina Marcusohn, șefă a celulei Frontului Studențesc Democrat.
A fost tatăl politologului Vladimir Tismăneanu.

## Biografie
În anii 1930 Leonte Tismăneanu a fost, pe rând, secretar al Uniunii Tineretului Comunist din sectorul 2 al Bucureștiului, apoi activist comunist la Brăila și Galați. După o perioadă de șase luni petrecută în închisoare, ca deținut politic, s-a întors la Soroca, unde a deținut funcția de secretar regional al P.C.d.R. Apoi, a revenit la București, în sectorul 3, iar în 1935 a fost exmatriculat din facultate din cauza activismului său comunist și condamnat la închisoare împreună cu Grigore Preoteasa, fiind acuzați că au deținut documente ilegale (comuniste). La anchetarea acestui caz, Tismăneanu a refuzat să colaboreze cu Siguranța Statului.

## Războiul Civil Spaniol
După ispășirea condamnării, Leonte Tismăneanu a plecat în Spania, urmând-o pe Hermina Marcusohn, pentru a se înrola în Brigăzile Internaționale de voluntari care luptau în Războiul Civil Spaniol alături de trupele regimului republican de la Madrid. Evocând acea epocă, Vladimir Tismăneanu a făcut următoarea mărturisire: „Tatăl meu, care atunci se numea Leonid Tisminețki, și-a pierdut brațul drept la vârsta de 24 de ani, în 1937, în timpul uneia dintre cele mai sângeroase bătălii din Războiul Civil (și-a schimbat numele în Leonte Tismăneanu în 1948, la cererea unor înalți activiști de partid). Printre românii care au lucrat în spitalul Brigăzilor Internaționale au fost dr. Shuli Brill și infirmierele Sanda Sauvard, Galia Burcă, Elisabeta Luca și Hermina Marcusohn (mama mea)”.
În aceeași ordine de idei, în extrasul din Lista comuniștilor români răniți în Spania, document întocmit de Comitetul voluntarilor români de la Paris, la 20 martie 1939, se preciza: „[Leonid Tisminețki:] Muncitor tipograf, 25 de ani, născut în Basarabia (Soroca). În Spania, se află de un an. Are brațul amputat. Membru PCR. A fost de mai multe ori arestat și bătut. A fost în închisoare. Are o mamă bătrână, văduvă”.

## Anii la Moscova
După încheierea războiului civil din Spania, Leonte Tismăneanu s-a refugiat împreună cu soția sa în URSS și în timpul celui de-al Doilea Război Mondial a lucrat în capitala URSS în calitate de redactor la secția română a postului de radio "Moscova", fiind coleg cu Leonte Răutu, Ana Pauker și Vasile Luca.
Vladimir Tismăneanu a evocat la începutul anilor 1990 faptul că părinții săi „au ajuns la Moscova, au început să vadă (...) Maică-mea a dat la Medicină, tata la Franceză. Au fost chemați atunci de secretarul general al P.C.d.R. de la Moscova – care era pe vremea aceea, până în ’41, când a venit Ana Pauker, Boris Ștefanov. A dispărut și el după aceea, în împrejurări ciudate. I-a preluat pe ai mei și a insistat să lucreze la Radio "Moscova". Mama pe post de crainic, tata ca redactor”.

## Revenirea în România
După revenirea în România, în martie 1948, Leonte Tismăneanu a fost numit redactor-șef al Editurii de Stat pentru Literatură Politică (înființată în octombrie 1944 și devenită ulterior Editura Politică). În aceeași perioadă, a devenit șef al catedrei de marxism-leninism la Universitatea (pe atunci numită "C.I. Parhon") din București, precum și șef de catedră la Școala de științe sociale "Andrei A. Jdanov". În 1949, Leonte Tismăneanu a devenit membru în cadrul redacției revistei Pentru pacea trainică, pentru democrație populară, care se edita la Praga.
Către sfârșitul anilor ’50, Leonte Tismăneanu a intrat în conflict cu Gheorghe Gheorghiu-Dej, fiind anchetat pentru "fracționism" și opinii "antipartinice", și a fost exclus din PMR în mai 1960.
A fost reprimit în PMR în anul 1964 și i s-a oferit o funcție de redactor în cadrul Editurii Meridiane. În documentul pe care l-a redactat în vederea reprimirii sale în PMR, Leonte Tismăneanu și-a prezentat următoarele date biografice:
- 1939-1941: a urmat cursurile Institutului de limbi străine de la Moscova;
- 1941-1948: „redactor și crainic la postul de radio [„Moscova”] – responsabil pentru emisiunea în limba română”
- 1948: a revenit în țară, fiind încadrat în aparatul C.C. al P.M.R., la Direcția de Propagandă și Agitație;
- 1952: a fost numit director adjunct al Editurii de Stat pentru Literatură Politică, șef al catedrei de marxism la Universitatea „Constantin I. Parhon”;
- la o dată neprecizată: a devenit șef al catedrei de Istoria Partidului Comunist al Uniunii Sovietice la Școala superioară de științe sociale „A. A. Jdanov”;
- în momentul înființării revistei comuniste internaționale „Probleme ale păcii și socialismului” (Pentru pacea trainică, pentru democrație populară), a fost numit, pentru scurt timp, reprezentantul Partidului Muncitoresc Român în redacția publicației respective;
- 1958: pentru atitudinea sa „fracționistă” își pierde funcția pe care o avea la Editura de Stat pentru Literatură Politică;
- din 1959, a fost șeful Secției culturale la Sfatul popular al raionului „Tudor Vladimirescu”, apoi secretar al Comitetului raional pentru Cultură și Artă;
- mai 1960: a fost exclus din partid deoarece, în discuțiile purtate cu Grigore Cotovschi, s-a pronunțat împotriva hotărârilor luate de conducerea partidului în privința industriei românești, criticând dezvoltarea cu precădere a industriei grele și „adoptând teza antileninistă asupra dezvoltării egale și paralele a sectoarelor A și B”. De asemenea, în discuțiile cu Grigore Cotovschi, Leonte Tismăneanu a împărtășit „părerile și calomniile antipartinice ale acestuia” și a interpretat documentele Congresului al XX-lea al P.C.U.S. „în favoarea reabilitării grupului antipartinic – fracționist, îndeosebi a lui Ana Pauker”.
Informațiile respective au fost confirmate parțial de fiul lui Leonte Tismăneanu, Vladimir, care a menționat într-una dintre lucrările sale astfel: „În 1957 s-a făcut un efort de a reînființa o instituție internațională pentru consultații și colaborare la nivel teoretic între partidele comuniste. Astfel, a fost fondată la Praga revista, publicată lunar, „Problemele păcii și socialismului” (cunoscută și sub numele de „World Marxist Revue”), primul redactor-șef al acesteia fiind ideologul sovietic Alexei Rumianțev, membru al C.C. al P.C.U.S. Reprezentantul francez era Jean Kanapa, inițial un fanatic doctrinar stalinist, ulterior una dintre principalele voci ale eurocomunismului.
În prima fază, reprezentantul comuniștilor români a fost tatăl meu, Leonte Tismăneanu, la vremea aceea șef al Catedrei de socialism științific de la Universitatea din București și director adjunct al Editurii Politice (directorul editurii era Valter Roman. Între redactori au avut loc discuții aprinse cu privire la noul program al Ligii Comuniștilor din Iugoslavia (1958) și la recentele divergențe chinezo-sovietice. Tatăl meu a fost rechemat de la Praga în septembrie 1958, acuzat de fracționism și exclus din partid în 1960”. În cursul ședinței de excludere din partid, Leonte Tismăneanu a suferit un infarct și a fost dus imediat la spital., spune Vladimir Tismăneanu
Leonte Tismăneanu nu a menționat în autobiografia sa faptul că, imediat după plenara C.C. a P.M.R din iulie 1958, a pierdut postul de șef al catedrei de Istoria Partidului Comunist al Uniunii Sovietice de la Școala superioară de științe sociale „A. A. Jdanov”, ca urmare a desființării acelei școli de partid.

## Reabilitarea foștilor fracționiști
Problema reabilitării foștilor „fracționiști” ai partidului a fost discutată și rezolvată parțial în cursul ședinței Biroului Politic al C.C. al P.M.R. din 18 februarie 1964. Cu acel prilej, Gheorghe Gheorghiu-Dej a atras atenția că mecanismul de reprimire în partid a unui fost membru al P.M.R. nu era pus la punct și a solicitat Comisiei Controlului de Partid și Direcției Organizatorice a C.C. a P.M.R. să găsească o soluție la acea problemă.
Discuțiile de la reuniunea respectivă au avut loc astfel:
„Tov. Gheorghe Gheorghiu-Dej: Avem de la Comisia Controlului de Partid propunerile de reprimire în partid a tov. Coțoveanu Iacob, acela care a fost la sindicat și ambasador în China, a fost amestecat în niște chestiuni din acestea; Pricop Gheorghe și Tismăneanu Leonte. Noi, la Secretariat, am aprobat.
În Secretariat noi am mai ridicat o problemă pe care vreau s-o ridic și aci (sic!) la Biroul Politic, ca să clarificăm situația celor pe care îi reprimim în partid. A fost exclus din partid pentru abateri, dar el a fost membru de partid de la data, până la data cutare. De la data excluderii a trecut o perioadă, în sfârșit ne gândim să-l reabilităm, se înscrie în partid. De la data de când a fost exclus și până ce se reînscrie are o întrerupere. Să se găsească o soluție pentru a menționa lucrul acesta. El pentru această perioadă a fost exclus, pentru perioada anterioară el n-a avut nici o vină, a desfășurat activitate, a fost membru de partid, și-a văzut de treabă. Cred că s-ar putea găsi o soluție. Nu știu, să fie menționat în cartea de evidență că a fost membru de partid de la data de, până la data de, când a fost exclus și că s-a reînscris în partid. Trebuie găsită o formalitate. Altfel, ei spun că au fost membri de partid până la data cutare, când au fost excluși. Cine are dreptul să mă scoată în afara partidului pentru perioada aceea?!
Propun ca Comisia Controlului de Partid, împreună cu Direcția Organizatorică să găsească o formulare potrivită. Reprimirea acestora aprobăm.
Tov. Gheorghe Apostol: La Pricop și Tismăneanu, la sfârșitul referatului, se spune să se menționeze în cartea de evidență că în perioada cutare și cutare au fost membri de partid, iar la Coțoveanu nu se spune.
Tov. Dumitru Coliu: Asta nu este important, mai important este ce spune tovarășul Gheorghiu-Dej (...)
Tov. Gheorghe Gheorghiu-Dej: Dacă plenara [C.C. a P.M.R.] a dat sancțiunea, atunci plenara s-o ridice. Dacă Biroul Politic este de acord, atunci la o plenară să facem propuneri. Biroul Politic a aprobat”.
În conformitate cu cele discutate în ședința Biroului Politic al C.C. al P.M.R. din 18 februarie 1964, cei trei „ilegaliști” comuniști și foști „fracționiști” au fost reprimiți în partid în aceeași zi și li s-a recunoscut, totodată, vechimea în cadrul partidului, astfel: Leonte Tismăneanu, 27 de ani (1933-1960); Iacob Coțoveanu, 13 ani (1945-1958); Gheorghe Pricop, 24 de ani (1934-1958).
După reprimirea în partid Leonte Tismăneanu a continuat să creadă în idealurile comuniste pentru care a luptat în Spania și apoi a militat în cursul celui de-al doilea război mondial.
S-a stins din viață în februarie 1981, în urma unui atac de cord suferit într-un spital din localitatea Otopeni, în apropiere de București.
Leonte Tismăneanu a fost descris de fiul său, Vladimir, ca fiind „un leninist fanatic și dur”, în timp ce alții l-au caracterizat ca fiind „unul dintre tartorii ideologici” ai perioadei staliniste.

## Distincții
- Ordinul „Apărarea Patriei” clasa a III-a (1949)[19]
- Medalia „A cincea aniversare a Republicii Populare Române” (24 decembrie 1952) „pentru lupta și munca duse în vederea făuririi, consolidării și prosperării Republicii Populare Române”[20]
- Ordinul Muncii clasa a II-a (21 august 1954) „pentru merite deosebite pe tărîmul construcției de stat, economice, sociale și culturale, cu ocazia celei de a zecea aniversări a eliberării patriei noastre”[21]
- Ordinul „Steaua Republicii Populare Romîne” clasa a II-a (4 iunie 1956) „pentru merite deosebite în muncă”[22]
- Ordinul „Tudor Vladimirescu” clasa a III-a (4 mai 1971) „cu prilejul aniversării a 50 de ani de la constituirea Partidului Comunist Român, [...] pentru activitate îndelungată în mișcarea muncitorească și merite deosebite în opera de construire a socialismului”[23][19]